# Aphonomorphus flavifrons
Aphonomorphus flavifrons är en insektsart som först beskrevs av Henri Saussure 1897.  Aphonomorphus flavifrons ingår i släktet Aphonomorphus och familjen syrsor. Inga underarter finns listade i Catalogue of Life.